# Acrogonyleptes curitibae
Acrogonyleptes curitibae is een hooiwagen uit de familie Gonyleptidae. De wetenschappelijke naam van Acrogonyleptes curitibae gaat  terug op B. Soares.